# 大指 (標的艦)
大指（おおさし/おほさし）は、日本海軍の未成特務艦（標的艦）。普遍的には大濱型標的艦の2番艦とされているが、法令上は艦型名が存在しない。終戦時未成で、戦後事故により沈没した。

## 艦歴
改⑤計画の爆撃標的艦、第5411号艦型の2番艦、仮称艦名第5412号艦として計画。
1944年1月7日、三菱重工業株式会社横浜造船所で建造番号542番船として起工。5月10日、大指と命名されて本籍を呉鎮守府と仮定し、特務艦中の標的艦（艦型名なし）に類別。
1945年2月16日、進水。3月15日、艤装員事務所を横浜市西区の三菱重工業株式会社横浜造船所内に設置し事務開始。5月30日、艤装員事務所を撤去。6月23日、工程95%で工事中止。
1946年3月6日、横浜港で繋留中触雷し漂流ののち、横浜港外第二区で繋留中だった山汐丸に衝突して沈没した。1947年2月1日、行動不能艦艇（特）に定められる。のち浮揚解体された。

## 艤装員長
1. 堀口廣蔵 少佐：1945年3月20日 - 1945年5月5日